# Чхаттисгархи
Чхаттисгархи (дев.  छत्तिसगढ़ी или छत्तीसगढ़ी, также известен под названиями лариа, кхалтахи) — индоарийский язык, входящий в состав диалектной группы «восточный хинди» (вместе с авадхи и багхели). На чхаттисгархи говорят приблизительно 17,5 миллионов человек, проживающих преимущественно в индийском штате Чхаттисгарх и прилегающих областях штатов Мадхья-Прадеш, Бихар и Орисса.